# Janusz Malak
Janusz Adam Malak (ur. 17 listopada 1957, zm. 28 stycznia 2023) – polski językoznawca, dr hab.

## Życiorys
W 1982 ukończył studia filologiczne na Uniwersytecie Wrocławskim. Od 1989 pracował w Wyższej Szkole Pedagogicznej w Opolu, która w 1994 została przekształcona w Uniwersytet Opolski. W 1992 obronił w Instytucie Filologii Angielskiej Uniwersytetu im. Adama Mickiewicza w Poznaniu pracę doktorską Syntactically Untransformable Participial Constructions with HABBAN and BEON in Old English napisaną pod kierunkiem  Wiesława Awedyka. Na WSP w Opolu, a następnie Uniwersytecie Opolskim był kolejno kierownikiem Zakładu Języka Angielskiego (1992/1993), kierownikiem Zakładu Językoznawstwa (1993–1996), zastępcą dyrektora Instytutu Filologii Angielskiej (1993–2012), zastępcą dyrektora ds. studiów wieczorowych (2002–2005) i zastępcą dyrektora ds. naukowych w Instytucie Filologii Angielskiej (2012–2016). 16 kwietnia 2009 habilitował się na podstawie pracy zatytułowanej Spisek derywacyjny: zanik zdań bezpodmiotowych w języku angielskim. Od 2021 był zatrudniony jako profesor UO.
Był też profesorem w Wyższej Szkole Filologicznej we Wrocławiu.